# Arrighetto
Arrighetto è un'opera in un atto di Carlo Coccia, su libretto di Angelo Anelli. Fu rappresentata per la prima volta il 9 gennaio 1813 al Teatro San Moisè di Venezia.

## Personaggi
Gli interpreti della prima rappresentazione furono:
| Personaggio | Interprete           |
| ----------- | -------------------- |
| Corrado     | Nicola de Grecis     |
| Despina     | Teodolinda Pontiggia |
| Rosa        | Carolina Nagher      |
| Giannotto   | Tommaso Berti        |
| Tebaldo     | Luigi Rafanelli      |
| Ludovico    | Nicola Tacci         |
| Pasquale    | Gaetano dal Monte    |

## Trama
La trama è ispirata alla novella di Madama Beritola, raccontata da Emilia nella seconda giornata del Decamerone di Giovanni Boccaccio, ma con significative varianti.
Nella novella originale, Giuffredi e Scacciato, i due figli di Arrighetto Capece, nobiluomo caduto in disgrazia e arrestato in seguito alla caduta del re Manfredi di Sicilia, giungono fortunosamente a Genova presso i Doria. Molti anni dopo uno di loro, Giuffredi, sotto il falso nome di Giannotto, giunge in Lunigiana e si innamora della figlia di Corrado Malaspina, presso il quale aveva trovato rifugio la stessa madre di Giuffredi e Scacciato, Beritola. Corrado, scoprendo il legame tra Giuffredi, divenuto suo servitore, e la figlia, li fa incarcerare entrambi. Ma quando giunge la notizia che Carlo primo, il re che aveva sconfitto e ucciso Manfredi, è stato a sua volta sconfitto e Arrighetto è stato liberato, l'esultanza di Giuffredi fa scoprire la sua vera identità. Corrado, amico di Arrighetto, libera Giuffredi e gli dà in moglie la figlia, e tutta la famiglia di Arrighetto si può riunire.
Nell'opera di Coccia, la scena si svolge presso il palazzo di Corrado con alcune modifiche ai ruoli. Si finge che Arrighetto abbia affidato i suoi figli al servitore Pasquale, che li ha condotti a Genova presso i Doria. Molti anni dopo Arrighetto, Pasquale e i due bambini ormai adulti si ritrovano presso Corrado ma il tempo trascorso impedisce loro di riconoscersi.
Sotto il nome di Tebaldo, giardiniere di Corrado, si cela Arrighetto stesso, che si nasconde così ai suoi nemici. Corrado ha deciso di dare in moglie la figlia Despina al ricco conte Ludovico (in realtà il figlio minore di Arrighetto, adottato dalla famiglia Doria), che giunge accompagnato da Pasquale, l'unico a conoscerne la vera identità. Despina però è innamorata di Giannotto, cameriere di Corrado, che è il figlio maggiore di Arrighetto, fuggito da Genova da alcuni anni.
Pasquale riconosce in Tebaldo il suo antico padrone, che non può svelarsi perché teme per la propria vita, e gli rivela che Ludovico è il suo figlio minore. Despina rifiuta di sposare Ludovico, provocando lo sdegno della matrigna Rosa. Ludovico, osservando Giannotto, riesce infine a riconoscere in lui il fratello scomparso da tempo, e prende la risoluzione di rinunciare a Despina. Come nella novella del Boccaccio, infine, l'intreccio si risolve quando giunge la notizia della sconfitta di Carlo primo: Arrighetto, nuovamente libero, può riabbracciare i suoi figli e Giannotto sposerà Despina.

## Struttura dell'atto unico
- N. 1 - Introduzione Che innocente sia Capece (Corrado, Rosa, Tebaldo, Pasquale, Conte)
- N. 2 - Cavatina di Despina Come sperar può un'anima
- N. 3 - Aria di Corrado Usar vorrei prudenza...
- N. 4 - Quartetto Deh! cara placati, pensa al mio stato (Giannotto, Despina, Corrado, Tebaldo)
- N. 5 - Aria di Giannotto Perdei del cor la pace
- N. 6 - Terzetto fra Tebaldo, Giannotto e Corrado Sì... sì... gli somigliate
- N. 7 - Aria di Despina Se non torna il caro oggetto
- N. 8 - Finale Di meraviglia e giubilo (Pasquale, Giannotto, Corrado, Conte, Despina, Rosa, Tebaldo)

## Discografia
- 2005 - Gezim Mishketa (Corrado), Elisaveta Martyrosian (Despina), Enrica Fabri (Rosa), Filippo Adami (Gianotto), Maurizio Lo Piccolo (Tebaldo), Omar Montanari (Conte Ludovico), Davide Rocca (Pasquale) - Fabrizio Dorsi (direttore) - Orchestra Sinfonica Carlo Coccia - Registrato al Teatro Coccia di Novara nel novembre 2005 - DVD: Bongiovanni AB 20004[2][3]